# Aladin-ouverture
De Aladin-ouverture is een compositie van Kurt Atterberg. Het is niet, zoals vaak het geval is, een ouverture behorende bij een te geven concert. De Aladin-ouverture is geschreven als inleiding bij Atterbergs vierde opera Aladin. Die opera leverde behalve deze ouverture, die toch ook wel los van de opera gespeeld kan worden, ook nog een suite (opus 43a) op. De opera ging in première op 18 maart 1941.
De ouverture is geschreven voor symfonieorkest in de volgende samenstelling:
- 2 dwarsfluiten, 2 hobo’s, 2 klarinetten, 2 fagotten
- 4 hoorns, 2 trompetten, 3 trombones, 1 tuba, 2 natuurhoorns
- pauken,  1 man/vrouw percussie
- violen, altviolen, celli, contrabassen

## Discografie
De discografie is klein, Atterberg nam het werk zelf op op 22 juni 1968, het orkest van dienst van het Symfonieorkest van Berlijn. Het platenlabel Swedish Society SCD 1021